# Salón de belleza (película de 2005)
Salón de belleza es una película de comedia de 2005, dirigida por Bille Woodruff. La película es un spin-off de La barbería, y está protagonizada por Queen Latifah como Gina, un personaje que fue presentado en la película de 2004 La barbería 2. La película también está interpretada por Alicia Silverstone, Andie MacDowell, Djimon Hounsou, Kevin Bacon y Mena Suvari.

## Trama
Gina es una estilista que abre una tienda de belleza llena de empleados y clientes más interesados en decir lo que piensan que en obtener un corte de cabello.

## Elenco
- Queen Latifah como Gina Norris.
- Adele Givens como DJ Helen.
- Alfre Woodard como Ms. Josephine
- Alicia Silverstone como Lynn.
- Andie MacDowell como Terri.
- Bryce Wilson como James.
- Crystal Garrett como una mujer.
- Della Reese como Mrs. Towner
- Djimon Hounsou como Joe.
- Golden Brooks como Chanell.
- Jim Holmes como el inspector Crawford.
- Joyful Drake como Mercedes.
- Keshia Knight Pulliam como Darnelle.
- Kevin Bacon como Jorge.
- Laura Hayes como Paulette.
- Lil' JJ como Willie.
- Mena Suvari como Joanne Marcus.
- Octavia Spencer como una clienta importante.
- Paige Hurd como Vanessa Norris, hija de Gina.
- Reagan Gomez-Preston como una mujer.
- Sherri Shepherd como Ida.
- Sheryl Underwood como Catfish Rita.
- Tawny Dahl como Porsche.
- Cindy Brunson como una reportera.